# Smash (Tennis)

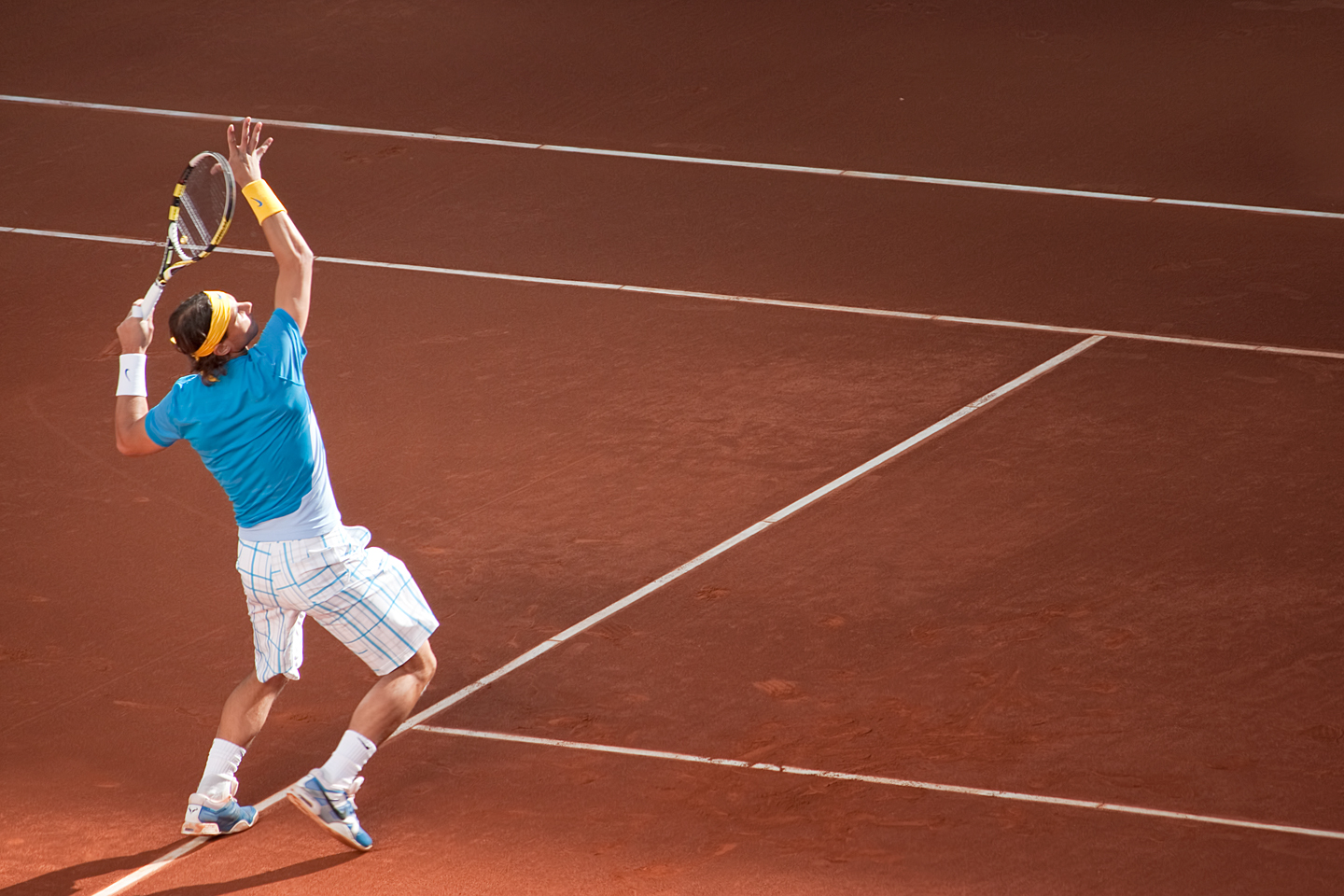
Smash von Rafael Nadal, 2010, Madrid

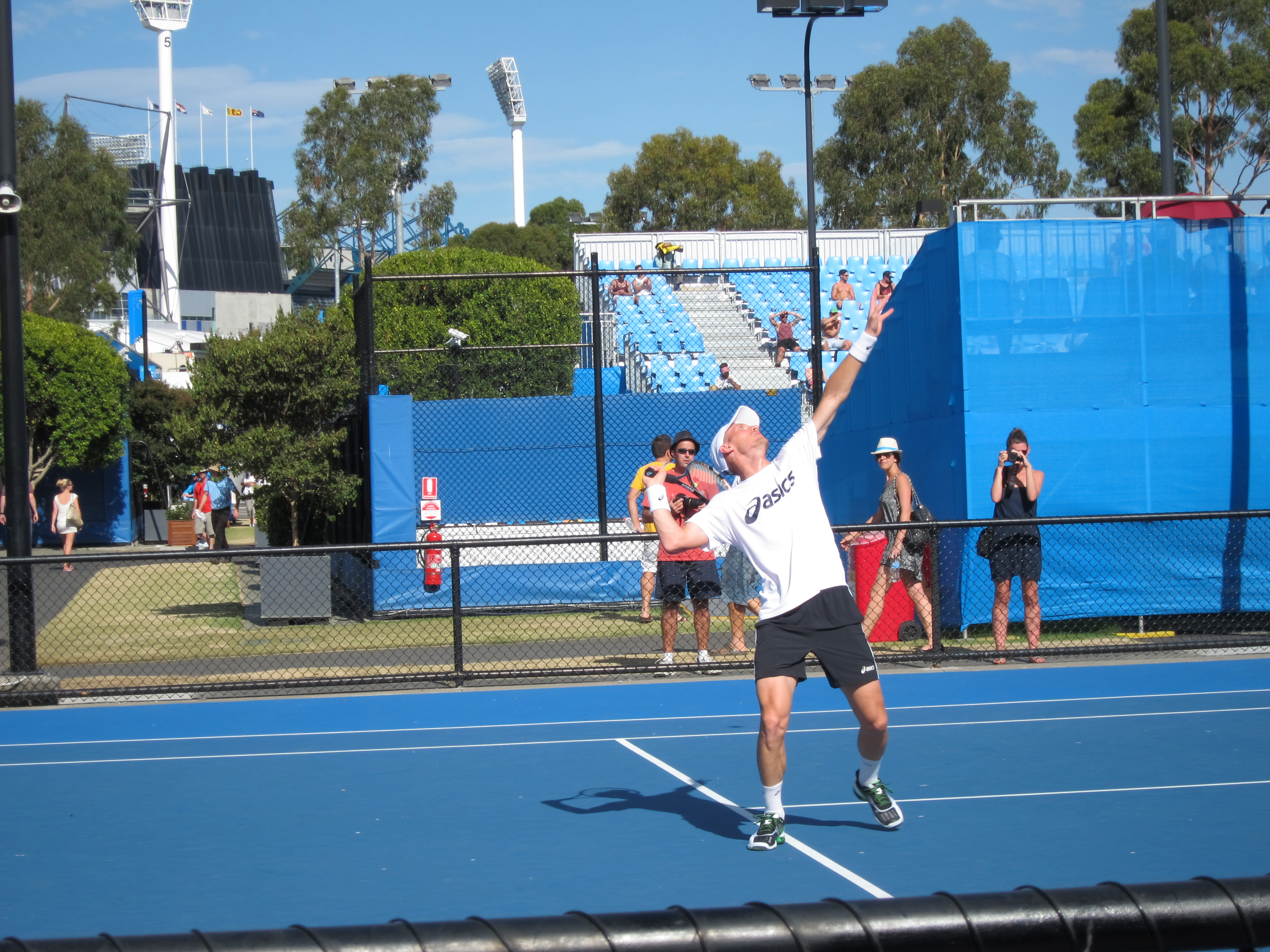
Smash bei den Australian Open, mit Blick in die Sonne

Ein Smash im Tennis ist eine Schlagart, bei der mit einer aufschlagähnlichen Bewegung der Ball oberhalb des Kopfes des Spielers getroffen wird. Der Smash wird auch als Overhead, Überkopfball oder Schmetterball bezeichnet. Er kann mit großer Wucht ausgeführt werden und ist oftmals ein Schlag, der den Ballwechsel mit Punkt für den smashenden Spieler beendet. Die meisten Schmetterbälle werden ziemlich nah am Netz oder in der Spielfeldmitte ausgeführt, bevor der Ball aufspringt. Man blickt häufig in die Sonne oder in der Halle in das künstliche Licht, womit die Ausführung schwierig wird. Voraussetzung für den Smash ist ein Lob, den der Gegner – oft aus der Defensive – gespielt hat.

## Ausführung
Als Vorbereitung für den Smash bringt man sich möglichst in Seitwärtsstellung in die richtige Position unter den Ball und hebt den Arm, der den Schläger nicht führt, um das Gleichgewicht zu halten, um sich zu stabilisieren und den Ball anzuvisieren. Dann holt man mit dem Schlagarm aus und wartet den richtigen Zeitpunkt ab, um den Ball von oben nach unten zu spielen, sodass er mit großer Geschwindigkeit in das Feld des Gegenspielers geschlagen werden kann. Der richtige Zeitpunkt hängt von der Höhe des herabfallenden Balls ab, aus dem die Fallgeschwindigkeit des Balles resultiert. Oft muss man hochspringen, um den Lob zu erreichen oder trifft den Ball in Rückenlage, weil man nicht schnell genug nach hinten laufen konnte.

## Lob

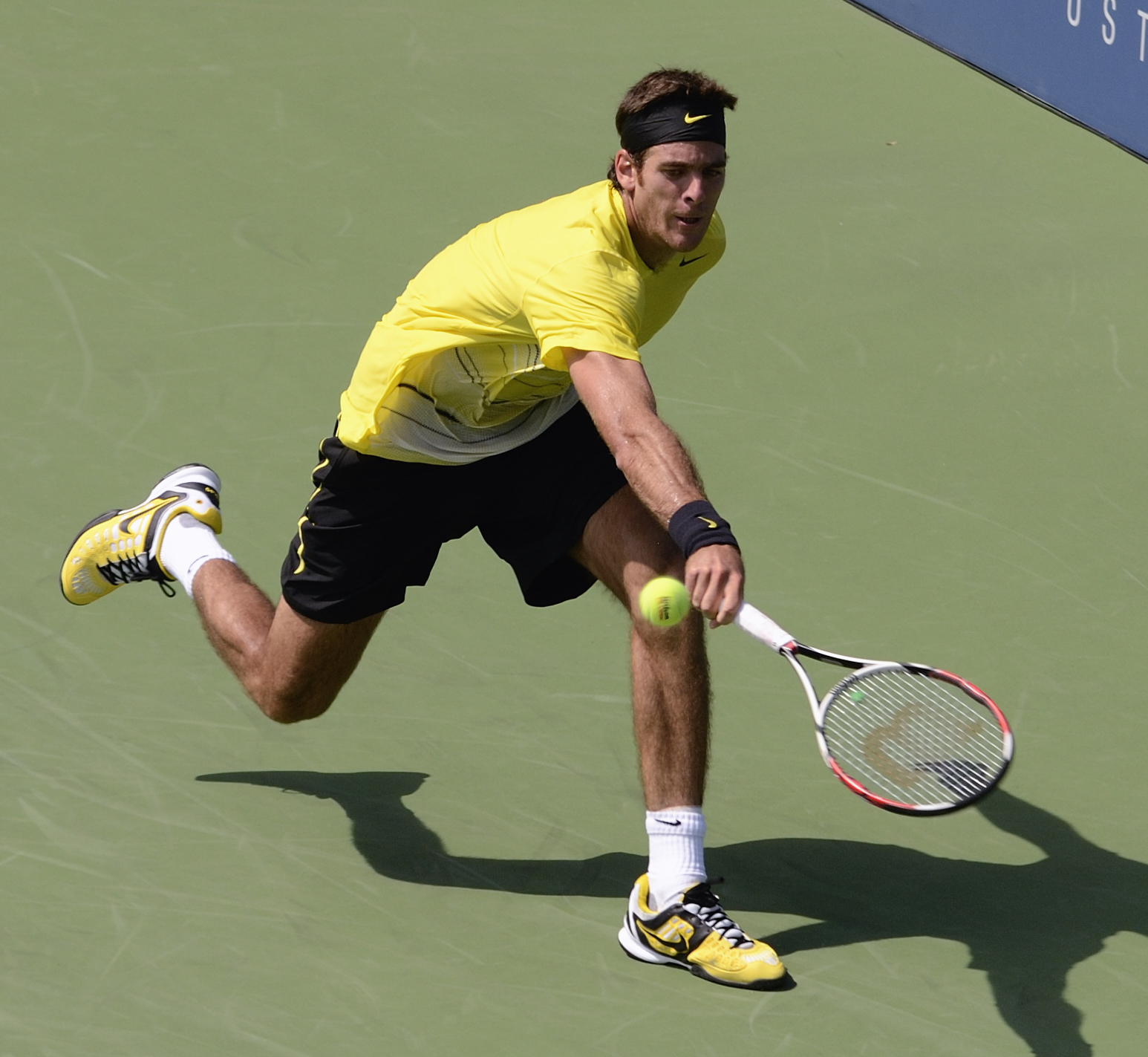
Defensiver Lob

Der Lob ist eine der defensiven Varianten aus dem Fundus der Grundschläge, mit denen man sich eines Angriffs erwehren kann und somit den Charakter des Ballwechsels deutlich verändert. Der Lob wurde erstmals 1878 von Frank Hadow, dem zweiten Wimbledon-Champion, eingeführt. Er nutzte diese Technik, um Spencer Gore zu besiegen. Der Ball wird in einer hohen Flugkurve zur Grundlinie des Gegenspielers gespielt, womit jener, der sich beim Netz aufgehalten hat oder sich auf dem Weg dorthin befindet, ausgespielt werden soll. Man hebt den Schläger beim Schlag nach oben und gibt dem Ball eine hohe Flugkurve mit. Der Lob ist aber ein Schlag, der nicht immer gelingt und das hat auch mit den äußeren Bedingungen zu tun, denn je höher der Tennisball gespielt wird, desto windanfälliger wird dieser, womit sich auch die Flugkurve verändern kann. Auch die richtige Geschwindigkeit muss man erzielen können. Eine (schwierige) Variante des Lobs ist der Topspin-Lob. Damit kann der Lob mit einer hohen Geschwindigkeit geschlagen werden, wobei der Topspin gewährleistet, dass der Ball trotzdem im Feld aufspringt und nicht ins „Aus“ fliegt. Andre Agassi, Michael Chang, Andy Murray und Lleyton Hewitt waren für ihre Topspinlobs bekannt. Eine Variante des Lobs, die meist als Slice gespielt wird, ist der „Mondball“, bei dem der Ball möglichst hoch gespielt wird.

## Smash-Varianten

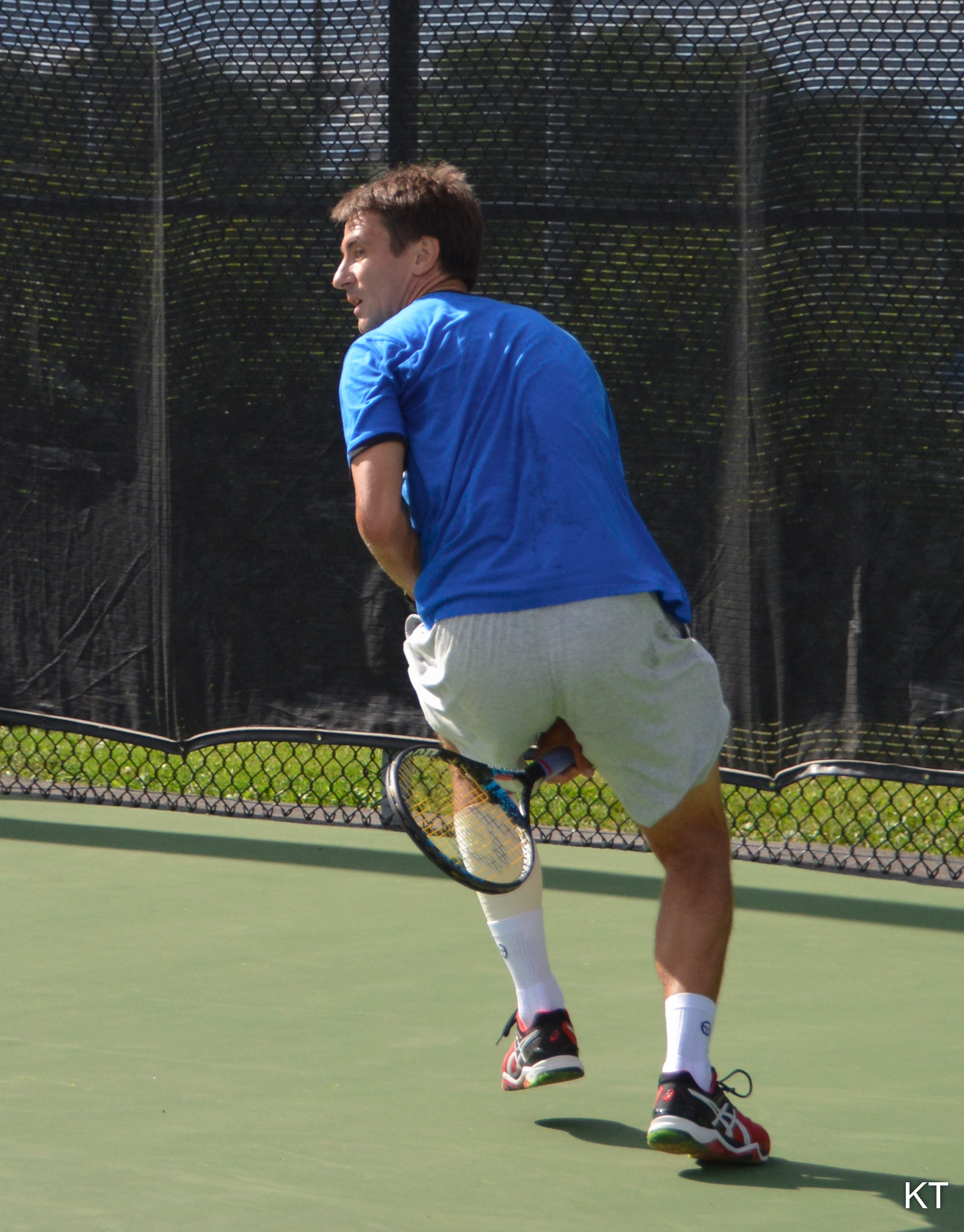
Tweener, ausgeführt von Tommy Robredo

Smash bezieht sich im Allgemeinen auf den Vorhand-Smash; Rückhandschläge sind seltener und schwieriger auszuführen, insbesondere für Anfänger, da es sich im Grunde genommen um hohe Rückhandvolleys handelt, die in der Regel in einem genauen Winkel getroffen werden und den Ball in eine Drehung versetzen. Rod Laver und Jimmy Connors, beide Linkshänder, waren für ihre sehr kraftvollen Rückhandsmashes bekannt. Ist ein Lob nur halbhoch, kann stattdessen ein Drivevolley gespielt werden, bei dem der Schläger den Ball aus der Luft nimmt und wie bei einem normalen Vorhand- oder Rückhandschlag durchgezogen wird.
Als spektakuläre Variante wird der Tweener als Notlösung gespielt, falls der Spieler überlobt wird, er deshalb keinen Smash ausführen kann und er den Ball – meist mit dem Rücken zum Netz – zwischen seinen Beinen zurückspielt.